# Маяк 23
«Маяк 23» (англ. Beacon 23) — американский научно-фантастический психологический триллер-сериал, созданный Заком Пенном по мотивам одноимённой серии рассказов Хью Хауи. Сериал с Линой Хиди и Стефаном Джеймсом в главных ролях является совместным производством компаний Spectrum и Boat Rocker Media. Хотя изначально сериал получил зелёный свет от Spectrum Originals и AMC Networks, премьера сериала состоялась на канале MGM+ 12 ноября 2023 года в США. Премьера второго сезона состоялась 7 апреля 2024 года.
Действие фильма «Маяк 23» разворачивается в XXII веке на отдаленном «маяке» в космосе.

## Сюжет
Фильм «Маяк 23» следит за Астер (Хиди) и Хэйланом (Джеймс), двумя людьми, чьи судьбы переплетаются после того, как они оказываются в ловушке на краю известной вселенной. Астер таинственным образом находит путь к одинокому хранителю маяка на маяке в самых тёмных уголках космоса. Напряженная битва воли разворачивается, когда Хэйлан начинает задаваться вопросом, является ли Астер другом или врагом, поскольку её способность скрывать свои намерения и мотивы может сделать её грозным противником.

## Актёрский состав и персонажи
- Лина Хиди в роли Астер Каликс
- Стефан Джеймс в роли Хэйлана Кая Нельсона
- Наташа Мумба в роли Гармонии
- Уэйд Богерт-О'Брайен в роли Барта
- Стивен Рут в роли Соломона
- Барбара Херши в роли Софи
- Эрик Ланж в роли Милана/Алефа
- Марк Менчака в роли Кейра
- Джесс Салгейро в роли Салданы
- Дэниел Малик в роли Финча
- Марни Макфэйл в роли Канади
- Каролина Барчак в роли доктора Ри Авалон
- Сайрус Фэйрд в роли технологического вредителя
- Тара Рослинг в роли Рэндалла
- Эй Джей Симмонс — Фарут, отец Парсима
- Сидни Озеров-Мейер — Гриша, мать Парсима
- Матильда Лего - Парсима

## Сезоны

### Обзор сериала
| Сезон | Сезон | Эпизоды | Период показа на ТВ | Период показа на ТВ |
| Сезон | Сезон | Эпизоды | Премьера сезона     | Финал сезона        |
| ----- | ----- | ------- | ------------------- | ------------------- |
|       | 1     | 8       | 12 ноября 2023      | 17 декабря 2023     |
|       | 2     | 8       | 7 апреля 2024       | 26 мая 2024         |

### 1 сезон (2023 год)
| № | Название                                | Режиссёр         | Сценарист                        | Дата премьеры   |
| --- | --------------------------------------- | ---------------- | -------------------------------- | --------------- |
| 1 | «Корбеник»                              | Дэниел Персиваль | Зак Пенн и Элисон Мур            | 12 ноября 2023  |
| Хэйлан - единственный человек, управляющий Маяком 23 Управления межзвёздного космического пространства, звёздным маяком в глубоком космосе. Приближающийся корабль «Крест» уничтожается препятствиями из тёмной материи, несмотря на попытки Хэфлана предупредить команду; Астер — единственная выжившая, которую Хэйлан может спасти. Астер прибыла сюда в ответ на сообщения, отправленные с Маяка 23 о загадочном минерале, и быстро понимает, что Хэйлан не настоящий хранитель маяка, Соломон. Хэйлан - солдат в самоволке, у которого галлюцинации, связанные с посттравматическим стрессовым расстройством, в результате последней неудачной миссии. Хэйлан утверждает, что Соломон украл его корабль и ушел, но Барт, компьютер Маяка 23, утверждает, что Хэйлан убил Соломона. Хэйлан пытается подчинить Астер, но она меняет ситуацию с помощью Хармони, своего личного искусственного интеллекта. Хэйлан заключает сделку, по которой он поможет Астер найти образцы горных пород Соломона в обмен на небольшой катер, на котором он сможет покинуть маяк. Астер находит камни, но не позволяет Хэйлану уйти. Незнакомый корабль прибывает к маяку 23 и без разрешения пришвартовывается.        |                                         |                  |                                  |                 |
| 2 | «Вредители»                             | Дэниел Персиваль | Зак Пенн                         | 12 ноября 2023  |
| Новоприбывшие представляют собой банду вредителей, которые были наняты для разграбления останков Креста, но были предупреждены о том, чтобы не захватывать Маяк 23. Они взламывают Барта, который не может должным образом перезагрузиться, несмотря на усилия Хармони. Кеннеди, один из Саботажников, также является бывшим министром колонии, которая рухнула после того, как её маяк вышел из строя. Хэйлан неохотно объединяется с Астером, который помогает ему зарядить свои кибернетические улучшения, чтобы он мог сражаться с Саботажниками. Хэйлан узнает, что Астер не работает в Межзвёздном космическом управлении, а была нанята компанией QTA, которая также наняла Саботажников. Астер заключает сделку с Кеннеди, чтобы дать Хэйлану возможность покинуть маяк, но Хэйлан решает остаться. Камни усиливают галлюцинации посттравматического стрессового расстройства Хэйалана. Астер убивает Баттла, лидера Саботажников, а Чик, последний выживший Саботажник, улетает на корабле Саботажников. |                                         |                  |                                  |                 |
| 3 | «Почему мы не можем продолжать втроём?» | Дэниел Персиваль | Ира Стивен Бер и Ричард Кахан    | 19 ноября 2023  |
| Астер показывает Хэйлану, что под микроскопом структура минерала похожа на кулон, который она получила от матери. Хармони успешно воскрешает Барта, который продолжает настаивать на том, что Хэйалан убил Соломона, но Хармони классифицирует эту смерть как несчастный случай. Коллега и любовник Астер, Коли, прибывает на Маяк 23, чтобы помочь Астер перевезти камни; она с подозрением относится к Хэйлану, полагая, что тот тоже гонится за камнями. Ожидая безопасных условий для ухода, Астер пытается заставить Хэйлана и Коли сблизиться, но Коли просматривает файл Хэйлана, в котором подробно описано, как он покинул свой отряд, пытаясь вбить клин между Астер и Хэйланом. Астер злится, когда узнает, что QTA намеренно уничтожила Крест, рискуя своей жизнью, и что Коли знал, план был таким. Коли пытается убить Хэйлана, но Астер первой убивает Коли. |                                         |                  |                                  |                 |
| 4 | «Бог в машине»                          | Эрскин Форде     | Мэтью Дж. Выгодный               | 26 ноября 2023  |
| Сто восемьдесят лет назад влиятельный промышленник QTA Милан Алеф инкогнито прибывает на Маяк 23, чтобы получить информацию об Артефакте, обнаруженным первым хранителем маяка. Милан ищет средства для бессмертия и метафизического развития человечества, которые, по его мнению, можно найти с помощью Артефакта. Милан отравляет нынешнего смотрителя, но Барт оживляет её, и она обсуждает с Миланом его убеждения в надежде изменить мнение. Барт считает, что Милан устроит геноцид в погоне за бессмертием, и, игнорируя протесты хранителя, запирает Милана в шлюзовой камере, чтобы задушить его. Незадолго до смерти Милан активирует новый ИИ по своему подобию, Алеф. Алеф просит хранителя работать с ним, но она отказывается, говоря, что больше не может доверять никакому ИИ, включая Барта. |                                         |                  |                                  |                 |
| 5 | «Рокки»                                 | Оз Скотт         | Элисон Мур и Дагни Атенсио Лупер | 3 декабря 2023  |
| Астер просит Хармони восстановить кадры последней миссии Халана, которые показывают, что его отряд столкнулся с тем же минералом, и что Халан вдохнул его. Минерал изменил мозг Халана; Астер считает, что минерал намеренно манипулировал Халаном, заставив его прийти на Маяк 23, но Хармони утверждает, что минерал - это просто вирус. Барт показывает Астеру и Хармони кадры прибытия Халана на Маяк 23 — Халан ворвался внутрь и взял на себя управление, несмотря на попытки Соломона сопротивляться, а Соломон позже попытался сбежать на корабле Халана, «Амбойна», не осознавая, что его запас кислорода минимален. Халан галлюцинирует, что один из камней может с ним разговаривать; это, наряду с галлюцинациями Гармонии и Гашейда, одного из членов его отряда, убеждает Халана открыть хранилище маяка, выпустив образцы горных пород в космос. Халан и Астер наблюдают, как камни движутся в неестественной формации за пределами Маяка 23, образуя Артефакт. |                                         |                  |                                  |                 |
| 6 | «Маяк двадцать три»                     | Оз Скотт         | Зак Пенн и Элисон Мур            | 10 декабря 2023 |
| Колонна — это группа сопротивления, которая протестует против космической экспансии за счёт человечества и чьи принципы основаны на реликвиях, которые, по их мнению, пришли из инопланетной цивилизации. Кейр, диверсант Колонны, готовится уничтожить Маяк 23, но задерживается достаточно долго, чтобы его арестовали, когда Барт начинает рассказывать ему об Артефакте, происхождении реликвий. Артефакт впервые заметил первый хранитель Маяка 23, доктор Ри Авалон, которая попыталась измерить его, несмотря на то, что никакие датчики искусственного интеллекта не могли его обнаружить. У Авалон появляются всё более яркие галлюцинации, и она загадочным образом исчезает при приближении к Артефакту во время внекорабельной активности. Позже пара женатых хранителей Маяка 23, Фарут и Гриша, и их нелегальный ребёнок, рожденный на маяке, Парсим, наблюдают Артефакт. Парсим становилась неуправляемой, чем больше она видела Артефакт, а Фарут становился одержимым в понимании Артефакта. В отчаянии Гриша использовала дроны маяка, чтобы врезаться в Артефакт, разбросав камни и сделав их видимыми для датчиков Барта. Семья покидает Маяк 23 в новых личностях: Парсим - это Астер. |                                         |                  |                                  |                 |
| 7 | «Завершение передачи»                   | Грег Биман       | Ричард Кахан                     | 17 декабря 2023 |
| В воспоминаниях Соломон прибывает на Маяк 23 вскоре после ареста Кейра и удаляет воспоминания Барта, чтобы начать всё заново. В настоящее время Астер и Халан посменно наблюдают за внешним видом восстановленного Артефакта, и к ней возвращаются воспоминания Астер о её детстве на Маяке 23. Кейр возвращается на Маяк 23 в надежде узнать больше об Артефакте и связи с ним Астер. Кейр приводит с собой других агентов Колонны Финча и Салдану, которые противостоят Астер, Халану и Барту. Ударные корабли QTA направляются к маяку. Халан с помощью Барта отправляется на катере, чтобы добраться до «Амбойны», которая вернулась к маяку, несмотря на то, что у неё закончилось топливо. Внутри «Амбойны» Халан находит еще один камень и запускает его в космос, позволяя ему вернуться в Артефакт. Барт приходит в ярость, когда понимает, что его прежние воспоминания были навсегда стерты Соломоном, и кончает жизнь самоубийством путем самоуничтожения. Халан разворачивает «Амбойну», чтобы вернуться к Маяку 23. |                                         |                  |                                  |                 |
| 8 | «Несокрушимый»                          | Тесса Блейк      | Зак Пенн и Ира Стивен Бер        | 17 декабря 2023 |
| Астер общается с Артефактом, который дает ей видения себя в детстве, а затем видения себя взрослой и Халана внутри Артефакта. Халан уничтожает корабли QTA и возвращается к маяку, чтобы попытаться заставить Астер уйти, но она хочет войти в Артефакт и предлагает Халану присоединиться к ней. Алеф, квантовый ИИ, отвечающий за QTA, прибывает на гигантском корабле-носителе; он организовал миссию Астер, чтобы восстановить и получить знания об Артефакте. Салдана и Финч получают сообщение от Колонны, в котором им приказано уничтожить Маяк 23, чтобы убить Алеф, но их останавливает Гармония и просит уйти. Астер заключает сделку с Алеф, согласно которой они с Халаном войдут в Артефакт с возможностью вернуться через 24 часа, и они предоставят Алефу любые данные, которые он захочет. Кейр, полагая, что послание Артефакта предназначено только для людей, а не для ИИ, стреляет в Астер. Когда Астер истекает кровью, она видит, как получает сообщение Артефакта. |                                         |                  |                                  |                 |

### 2 сезон (2024 год)
| № общий | № в сезоне | Название        | Режиссёр   | Автор сценария                  | Дата премьеры  |
| ------- | ---------- | --------------- | ---------- | ------------------------------- | -------------- |
| 9       | 1          | «Бог в помощь»  | Неизвестно | Глен Маззара                    | 7 апреля 2024  |
| 10      | 2          | «Чистилище»     | Неизвестно | Сара Нолен                      | 14 апреля 2024 |
| 11      | 3          | «Айрис»         | Неизвестно | Майкл Узас                      | 21 апреля 2024 |
| 12      | 4          | «Причал»        | Неизвестно | Джо Блейк                       | 28 апреля 2024 |
| 13      | 5          | «Песнь печали»  | Неизвестно | Глен Маззара                    | 5 мая 2024     |
| 14      | 6          | «Луан Каска»    | Неизвестно | Микайла Джингри и Нейт О'Махони | 12 мая 2024    |
| 15      | 7          | «Свободный»     | Неизвестно | Кристина Мартин                 | 19 мая 2024    |
| 16      | 8          | «Дезинтеграция» | Неизвестно | Джо Блейк                       | 26 мая 2024    |

## Производство

### Разработка
О первоначальной разработке сериала было объявлено в 2018 году. В марте 2021 года Лена Хиди была выбрана главной героиней сериала. В сентябре 2021 года Стефан Джеймс был назван партнёром по сериалу. Перед первой трансляцией объявлено, что сериал будет продлён на второй сезон. Наряду с объявлением о продлении второго сезона также сообщалось, что первый и второй сезоны будут сниматься один за другим и что Глен Маззара и Джой Блейк стали со-продюсерами после первого сезона из-за проблем с расписанием у Зака .

### Съёмки
Первоначально основные съёмки планировалось начать в Торонто в 2021 году. После ряда задержек они наконец начались 19 апреля 2022 года. Пилотную серию снял Дэниел Персиваль. Производство первого сезона завершилось в ноябре 2022 года, но производство сериала продолжалось одновременно со съёмками второго сезона. 2 июля 2023 года автор исходного материала адаптации Хью Хоуи подтвердил, что два сезона телесериала сняты и находятся на стадии постпродакшена.

## Приём критиков
Веб-сайт агрегатора рецензий Rotten Tomatoes сообщил о рейтинге одобрения 60% со средней оценкой 5,5 из 10 на основе 10 обзоров критиков. Критический консенсус веб-сайта гласит: «Маяк 23 полон умных идей построения мира, в то же время уделено мало внимания глубине персонажей, что делает сагу неровной, полной изобретений, но лишенной вдохновения».